# 金白山
金白山（？—1962年），松江桦川人，中华人民共和国政治人物。
担任劳模、星火集体农庄主席。1954年，当选第一届全国人民代表大会代表。